# Sribudaya
Sribudaya is een bestuurslaag in het regentschap Ogan Komering Ulu van de provincie Zuid-Sumatra, Indonesië. Sribudaya telt 916 inwoners (volkstelling 2010).